# Медвежий (Україна)
Медве́жий — село в Україні, у Горінчівській сільській громаді Хустського району Закарпатської області. Населення становить 74 особи (станом на 2001 рік). Село розташоване в центрі  Хустського району, за 20,5 кілометра від районного центру.

## Походження назви
Топонім Медвеже походить від русинської водної назви (1864: Медведзи звиръ). В основі назви потоку — русинсько-український прикметник медвéжий «ведмежий», що означає «ведмежий потік». Згідно з описом Фріґеса Песті: «Медвежі було названо на честь ведмедів, які в ньому були знайдені, частково через те, що в ньому були знайдені ведмежі барлоги, частково через плодовитість ведмедів, яких тут багато розвелося до настання зими».

## Історія
Вперше згадується у 1828-році як Medvedse, вже потім: 1896-Medvedzi, 1910-Medvedzi, 1912-Medvés (Medvezsi), Medvezsyj patak, Медвéжий потік, 1930-Medveží, 1941- Medvezsa, 1983-Медвежий.
Село було населеним пунктом на околиці Горінчово, до 2020 року також адміністративно належало до нього.

## Географія
Село Медвежий лежить за 20,5 км на північний схід від районного центру, фізична відстань до Києва — 545,3 км.
| Клімат Медвежого        | Клімат Медвежого | Клімат Медвежого | Клімат Медвежого | Клімат Медвежого | Клімат Медвежого | Клімат Медвежого | Клімат Медвежого | Клімат Медвежого | Клімат Медвежого | Клімат Медвежого | Клімат Медвежого | Клімат Медвежого | Клімат Медвежого |
| Показник                | Січ.             | Лют.             | Бер.             | Квіт.            | Трав.            | Черв.            | Лип.             | Серп.            | Вер.             | Жовт.            | Лист.            | Груд.            | Рік              |
| Середній максимум, °C   | −0,6             | 1,3              | 7,0              | 13,6             | 18,9             | 21,7             | 23,5             | 23,0             | 19,1             | 13,6             | 6,3              | 1,4              | 12,4             |
| Середня температура, °C | −3,9             | −2               | 2,7              | 8,5              | 13,4             | 16,3             | 18,0             | 17,4             | 13,7             | 8,6              | 3,1              | −1,3             | 7,9              |
| Середній мінімум, °C    | −7,1             | −5,3             | −1,5             | 3,4              | 7,9              | 11,0             | 12,5             | 11,9             | 8,4              | 3,7              | −0,1             | −4               | 3,4              |
| Норма опадів, мм        | 49               | 43               | 45               | 56               | 82               | 103              | 91               | 81               | 53               | 47               | 54               | 63               | 767              |
| ----------------------- | ---------------- | ---------------- | ---------------- | ---------------- | ---------------- | ---------------- | ---------------- | ---------------- | ---------------- | ---------------- | ---------------- | ---------------- | ---------------- |
| Джерело:                |                  |                  |                  |                  |                  |                  |                  |                  |                  |                  |                  |                  |                  |

## Населення
Станом на 1989 рік у селі проживали 67 осіб, серед них — 33 чоловіки і 34 жінки.
За даними перепису населення 2001 року у селі проживали 74 особи. Рідною мовою назвали:
| Мова       | Кількість осіб | Відсоток |
| ---------- | -------------- | -------- |
| українська | 74             | 100,00%  |

## Політика
Голова сільської ради — Горват Юрій Андрійович, 1977 року народження, вперше обраний у 2006 році. Інтереси громади представляють 22 депутати сільської ради:
| Партія           | Кількість депутатів | Відсоток |
| ---------------- | ------------------- | -------- |
| самовисування    | 13                  | 59,09%   |
| «Народна партія» | 9                   | 40,91%   |